# Haddonfield
Haddonfield és una població dels Estats Units a l'estat de Nova Jersey. Segons el cens del 2007 tenia 11.411 habitants.

## Demografia
Segons el cens del 2000, Haddonfield tenia 11.659 habitants. La densitat de població era de 1.590,7 habitants/km².
Per edats la població es repartia de la següent manera: un 27,2% tenia menys de 18 anys, un 3,7% entre 18 i 24, un 25,4% entre 25 i 44, un 27,9% de 45 a 60 i un 15,9% 65 anys o més.
L'edat mediana era de 41 anys. Per cada 100 dones de 18 o més anys hi havia 85,1 homes.
La renda mediana per habitatge era de 86.872 $ i la renda mediana per família de 103.597 $. Els homes tenien una renda mediana de 73.646 $ mentre que les dones 44.968 $. La renda per capita de la població era de 43.170 $. Aproximadament l'1,3% de les famílies i el 2,2% de la població estaven per davall del llindar de pobresa.

## Poblacions més properes
El següent diagrama mostra les poblacions més properes.